# Mario Limoges
Pour les articles homonymes, voir Limoges (homonymie).
Mario Limoges est l'instigateur du parc aquatique "Amazoo" du Zoo de Granby, ainsi que de la campagne "Moi, je zoo..."  qui lui valut le prix de la Personnalité Marketing de l'année 2000, décerné par l'Association Marketing de Montréal. Il est également reconnu pour son implication dans les clusters industriels au Québec, notamment celui en micro-électronique, ses réalisations en développement économique régional, et enfin en financement et accompagnement d'entreprises innovantes au stade d'amorçage.

## Vie Professionnelle
Il est également le créateur de plusieurs marques, slogans et initiatives de l'époque 1983 à 2009 : parc aquatique Amazoo; services Bogazon, campagnes publicitaires Ça pousse chez vous, Moi je zoo... et j'amazoo, À l'envers du trafic... les emplois ; la démarche citoyenne Vison 2015 ; la dénomination régionale Montestrie au sud de Montréal ; Capital et Innovation de la Montestrie Économique CIME ; le Centre d'innovation et de technologies industrielles de Granby.